# Kristýna Bábková
Kristýna Bábková rozená Hlaváčková (* 24. září 1986 Praha) je česká herečka a dabérka. Vystudovala hudebně dramatické oddělení Pražské konzervatoře. Školu ukončila absolutoriem v roce 2008 a ve stejném roce se stala členkou souboru Divadla J. K. Tyla v Plzni. Od té doby hostovala v řadě dalších divadel.

## Dabing
Vybrané role v českém znění:

### Seriály
- Vikingové, 2016 - Gaia Weiss (Porrun)
- Soy Luna (TV seriál Disney Channel, SDI Media pro HBO), 2016 - Luz Cipriota (Tamara Ríosová)
- Tři Mušketýři (TV Seriál BBC pro Prima TV), 2015 - Tamla Kari (Constance)
- Panství Downton (TV seriál), 2012 – Amy Nutall (Ethel Parksová)
- Glee (TV seriál), 2010 – Lea Michele (Rachel Berryová)

Další epizodní role např. v seriálech How I met your mother, Vraždy v Midsomeru, Walker Texas Ranger atd.

### Filmy
- Co jsme komu udělali? (Komedie, SDI Media pro HBO), 2016 - Tatiana Rojo (Viviane Koffi)
- Bhópál: Modlitba za déšť (drama, HBO), 2015 - Mischa Barton
- Veronika se rozhodla zemřít, 2010
- 16 přání, 2010 – Debby Ryan (Abby)
- Nějak se to komplikuje, 2010 – Cailtin Fitzgerald (Lauren)
- Můj milý deníčku, 2009
- Šifra Karla Velikého, 2008 – Milena Dreißig (Maria Meiersová)
- Falco, 2008 – Doris Golpashin (Chouchou)
- XIII, 2008 – Caterina Murino (Sam)
- Divoká jízda, 2007 – Mischa Barton (Kirsten Taylorová)

### Pro děti
- Mňamka a Srdíčko / Omae umasoudana (ČT, 2016) - Rikako Aikawa (Srdíčko - mládě)
- Místo pro Noddyho (ČT, 2014-15)

### Dětské role
- Franklin (TV seriál), 1997
- Vážně nevážně, 1996 – (Rikke)

## Divadlo

### Divadlo A. Dvořáka Příbram
- Dům Bernardy Alby, 2012 – Magdalena

### Divadlo Josefa Kajetána Tylav Plzni
- Cyrano z Bergeracu, 2006
- Odcházení, 2008 – Bea Weissenmütelhofová
- Ve státním zájmu, 2009 – Radka
- Jitřní paní, 2009 – Adéla
- Lucerna, 2009 – Hanička
- Romeo a Julie, 2009 – Julie
- Válka ve sborovně aneb Habada a Jordán, 2009 – Františka
- Noc bláznů, 2010 – Julie
- Portugálie, 2010 – Mašle

### Komorní činohra
- Neidentifikovatelné lidské ostatky a skutečná podstata lásky, 2007
- Orchestr, 2008 – Edith
- Pan Kolpert, 2009
- Jak jsem se učila řídit, 2010 (obnovená prem. 2012) – Malá
- Chaos, 2014 – Julia
- Dlouhá vánoční cesta domů, 2015 - Klára
- Busted Jesus Comix, 2016
- Neslušní, 2018

### Plzeňské léto
- Don Juan, 2008
- Revizor, 2009
- Král jelenem, 2010 – Angela

### Divadlo Alfa
- Sirup, 2010 – Marie

### Městské divadlo Mladá Boleslav
- Rozmarné léto, 2007 – Anna

### Letní shakespearovské slavnosti
- Bouře, 2007 – Iris

### Divadlo Konzervatoře
- Ryba ve čtyřech, 2005 – Klementina Heckendorfová
- Výprodej, 2005
- Hodina mezi psem a vlkem, 2006 – Anděla
- Kytice, 2007 – Vypravěč, Bludička
- Jak se vám líbí, 2007 – Rosalinda
- Hrdina západu, 2007 – Nelly McLaughlinová

Představení se hrála v Žižkovském divadle Járy Cimrmana, pouze Hodina mezi psem a vlkem se hrála v Divadle Na Prádle.

### Divadlo Metro
- Oskar, 2005